# 金茨堡县
金茨堡县（Landkreis Günzburg）是德国巴伐利亚州的一个县，隶属于施瓦本行政区，首府金茨堡。

## 華語譯名
由於兩岸對於德國行政區「Landkreis」翻譯的不同，台灣稱為「金茨堡郡」；中國大陸稱為「金茨堡县」。

## 地理
金茨堡县北面与多瑙河畔迪林根县，东面与奥格斯堡县，南面与下阿尔高县，西面与新乌尔姆县，西北面与巴登-符腾堡州的山地-多瑙县和海登海姆县相邻。